# Martyna Stelmach
Martyna Anna Stelmach, po mężu Czyżewska (ur. 12 maja 1992 w Zabrzu) – polska koszykarka, występująca na pozycjach silnej skrzydłowej i środkowej.
4 czerwca 2019 dołączyła do JAS-FBG Zagłębia Sosnowiec.

## Osiągnięcia
Stan na 16 listopada 2021, na podstawie, o ile nie zaznaczono inaczej.
Drużynowe
- Brąz mistrzostw Polski (2019)[3]
- Awans do PLKK z Ostrovią Ostrów Wielkopolski (2016)
- Mistrzyni Polski juniorek starszych (2012)

Indywidualne
- Zaliczona do I składu:
  - I ligi grupy B (2018)[4]
  - mistrzostw Polski U–20 (2012)

Reprezentacja
- Uczestniczka mistrzostw Europy:
  -     - U–20 (2012 – 10. miejsce)
    - U–18 (2010 – 11. miejsce)
    - U–16 (2008 – 6. miejsce)